# MPPJ Selangor FC
Majlis Perbandaran Petaling Jaya Selangor Football Club (en español: Club de Fútbol del Consejo Municipal de Petaling Jaya de Selangor), conocido simplemente como MPPJ Selangor, es un club de fútbol de Malasia, de la ciudad de Petaling Jaya en la provincia de Selangor y juega en la Super Liga de Malasia, el club ganó la Copa de Malasia en 2003. 
El club representa la Majlis Perbandaran Petaling Jaya (MPPJ)- el Consejo Municipal de Petaling Jaya. Su estadio fue la capacidad de 25.000 MPPJ estadio. A pesar del apodo motivos comerciales de "Las viudas Negro", que eran más cariñosamente conocido como "la mitad azul de Selangor", comparándolos con los más ilustres Selangor FA estado del equipo (que es un gigante en el fútbol de Malasia, y se pone una camiseta de rojo y amarillo, los colores de la bandera del estado). 
En la década de 1990,MPPJ FC se movió a lo largo de las filas de las ligas inferiores. A continuación, capturado la imaginación de los malayos, cuando aparecieron en el nivel más alto del fútbol de Malasia, el Super League Malasia. El pináculo de su éxito fue cuando el club ganó la Copa Malasia de 2003, superando a Sabah FA de 3-0 con un triplete por la flecha de tiro, 50 goles la temporada , el santo ("el Santo") deMPPJ FC, Juan Manuel Aróstegui. De este modo, se convirtió en el primer club en ganar la competencia (todos los ganadores anteriores habían sido partes que representan a las asociaciones estatales de fútbol).

## Torneos Nacionales
- Malasia Charity Shield (1): 2004

- Copa de Malasia (1):  2003

- Malaysia Premier League (1): 2004

- Sultan of Selangor's Cup (1): 2004

- Datos: Q926979